# Bryan Hextall Jr.
Bryan Lee Hextall (Winnipeg, 23 maggio 1941) è un ex hockeista su ghiaccio canadese.

## Carriera
Bryan Hextall Jr. crebbe in una famiglia di hockeisti, infatti suo padre Bryan Sr. fu un giocatore della NHL, così come fece poi il fratello minore Dennis. A livello giovanile disputò tre stagioni nella lega giovanile del Manitoba con i Brandon Wheat Kings.
Nel 1962 esordì fra i professionisti nella Eastern Professional Hockey League, mentre un anno più tardi passò in American Hockey League con i Baltimore Clippers. nella stagione 1962-1963 Hextall esordì in National Hockey League disputando 21 incontri con la maglia dei New York Rangers.
Nell'estate del 1967 durante l'NHL Expansion Draft Hextall fu scelto dagli Oakland Seals, tuttavia non giocò mai con la formazione californiana. Infatti già nel mese di ottobre fu ceduto all'organizzazione dei Toronto Maple Leafs. Nel biennio 1967-1969 Hextall giocò nelle leghe minori vincendo una Calder Cup con i Rochester Americans e la Western Hockey League con i Vancouver Canucks.
Ritornò nella NHL solo nel 1969 con i Pittsburgh Penguins, squadra con cui rimase per quattro stagioni e mezzo per un totale di 349 incontri disputati. Dopo l'esperienza a Pittsburgh si trasferì agli Atlanta Flames rimanendovi fino al 1975. Nell'ultima stagione trascorsa in NHL Hextall vestì le maglie dei Detroit Red Wings e dei Minnesota North Stars.
Bryan Jr. si ritirò definitivamente nel 1978, pochi anni prima dell'esordio del figlio Ron con i Brandon Wheat Kings. Oltre a Ron anche il nipote Brett intraprese la carriera nel mondo dell'hockey.

## Palmarès

### Club
- Calder Cup: 1

Rochester: 1967-1968
- Lester Patrick Cup: 1

Vancouver: 1968-1969